# Drymocallis agrimonioides
Drymocallis arguta là loài thực vật có hoa trong họ Hoa hồng. Loài này được (Pursh) Rydb. mô tả khoa học đầu tiên năm 1908.

## Hình ảnh

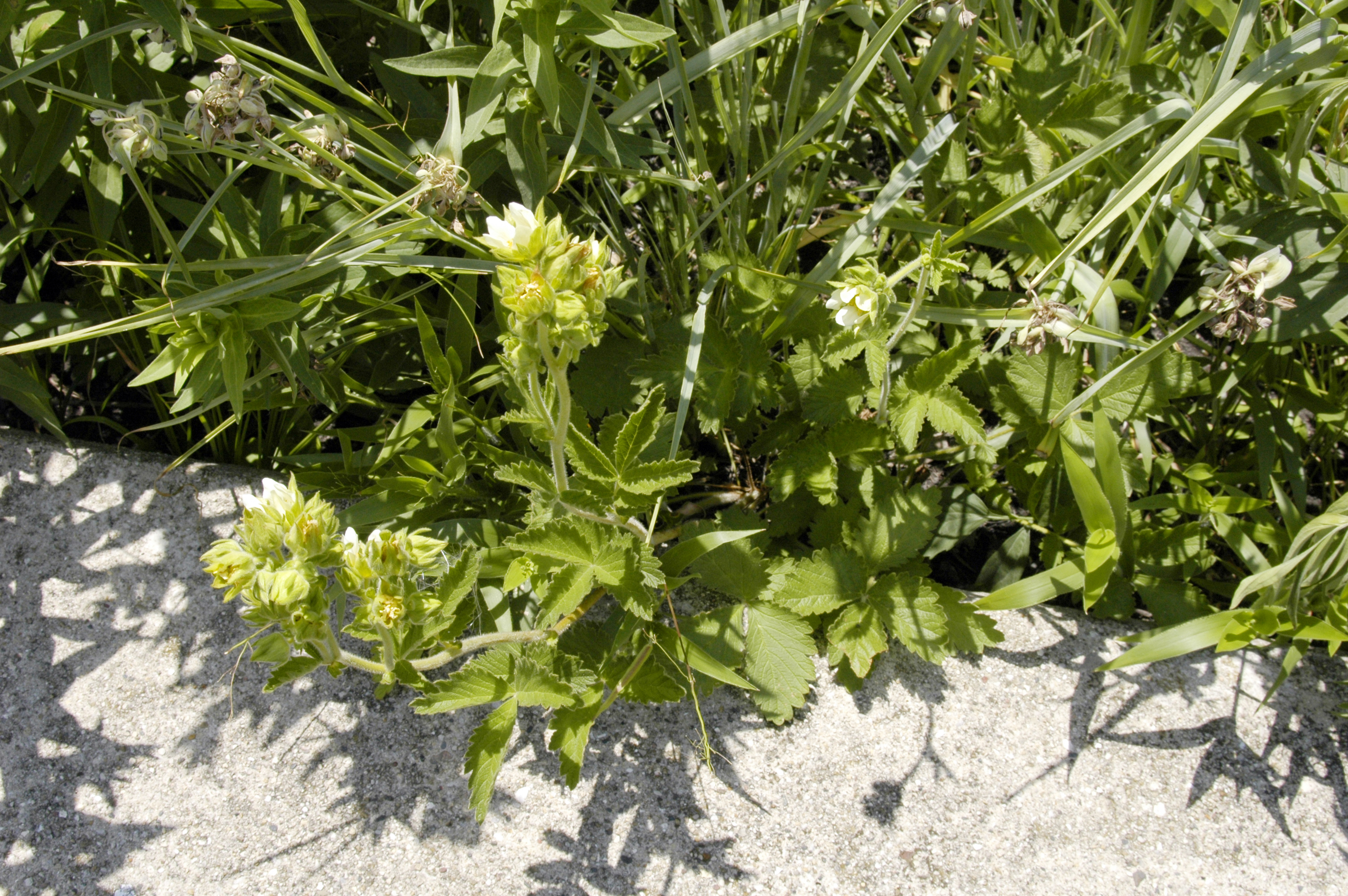
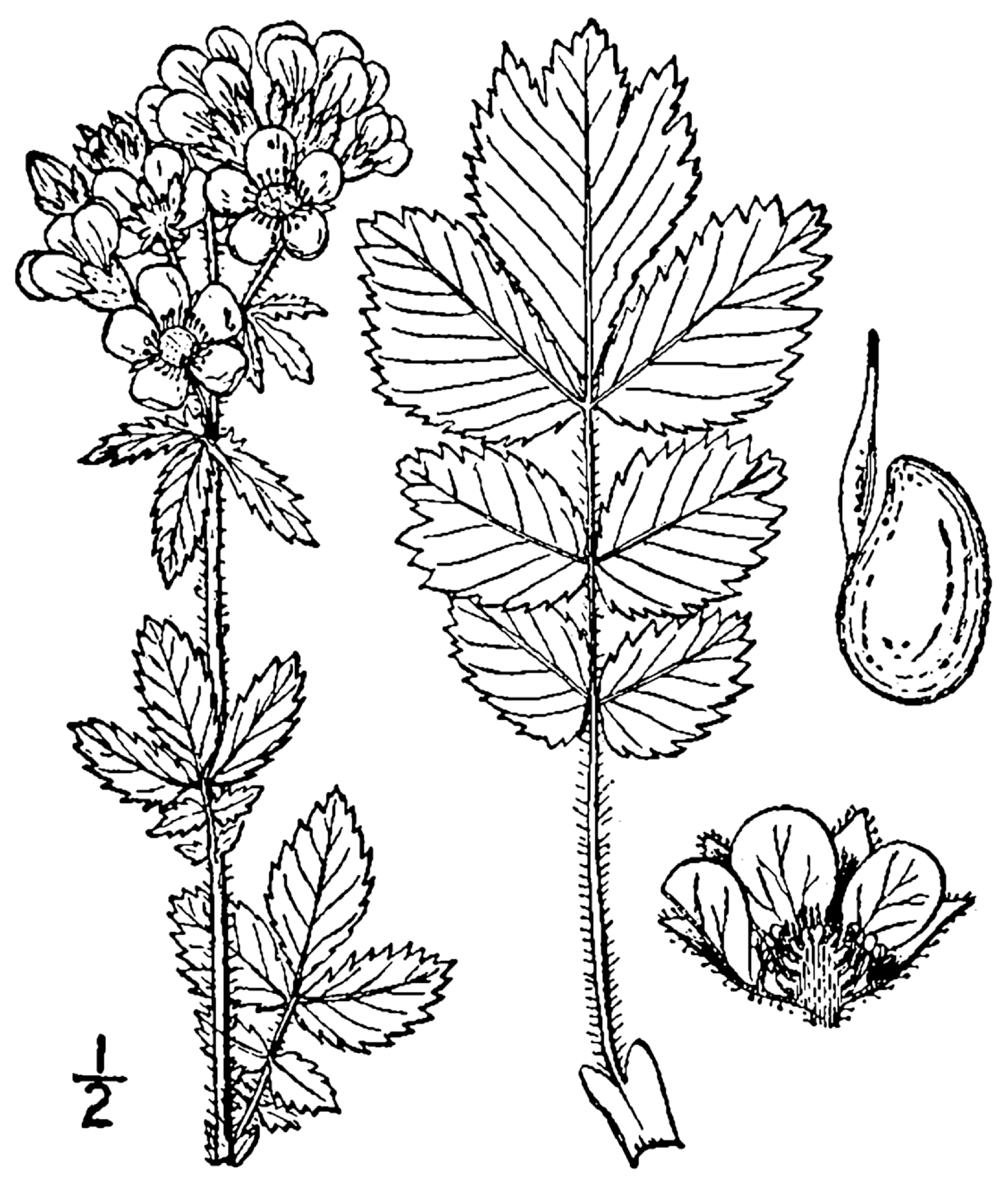